# Zbigniew Zawada

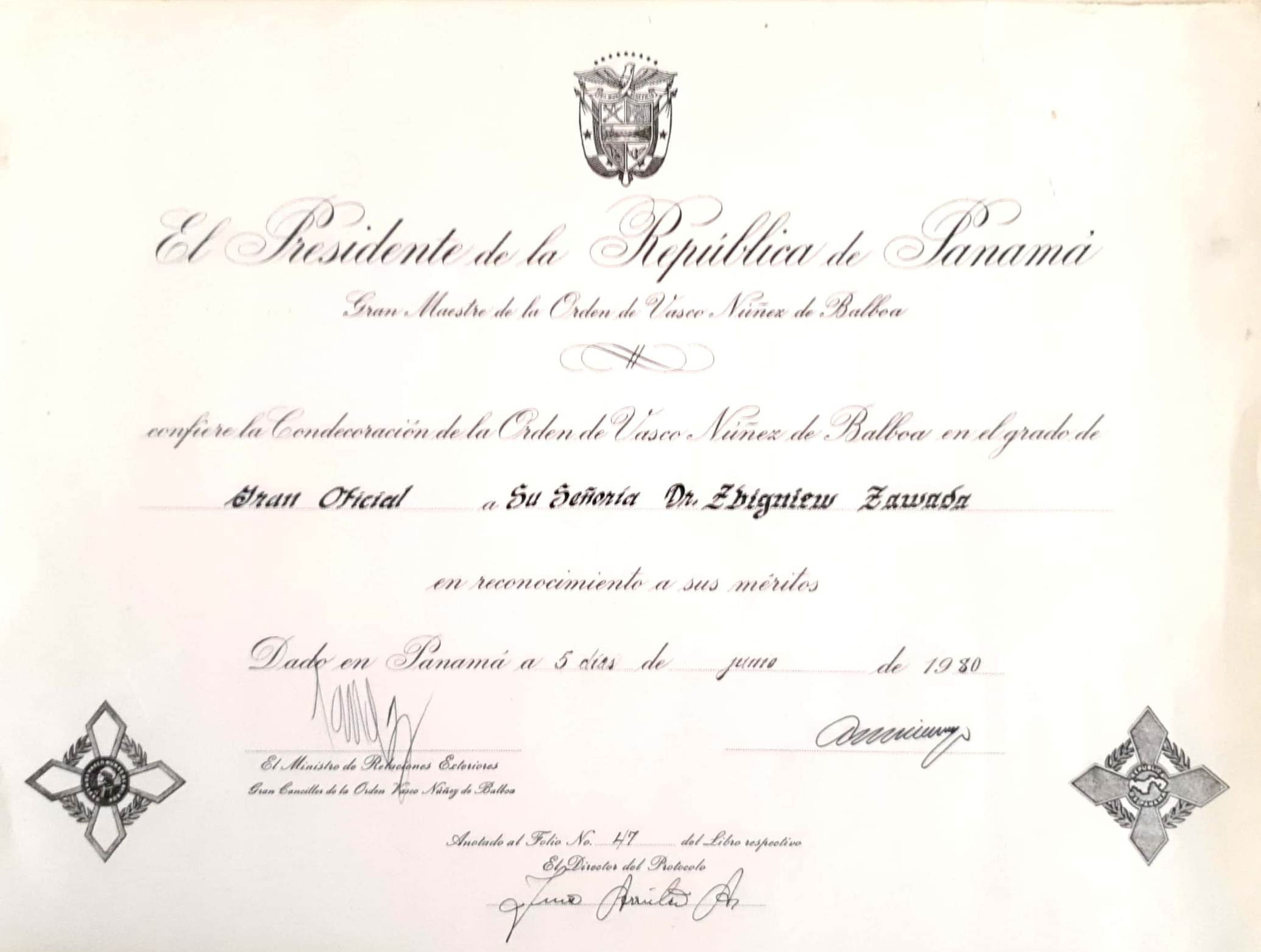
order

Zbigniew Zawada (ur. 01.02.1934, zm. 19.01.2022) - doktor nauk ekonomicznych, pracownik naukowy Wydziału Handlu Zagranicznego SGPiS i Ministerstwa Handlu Zagranicznego. Autor wielu książek z zakresu ekonomii i handlu zagranicznego. Wieloletni współpracownik profesora Toma Kronsjö. Radca Handlowy i Chargé d’affaires w Ameryce Łacińskiej. Jako jedyny Polak odznaczony panamskim orderem Vasco Núñez de Balboa. Współzałożyciel firm Phenix, ITC, ZIG.